# Aïn Karma
Ain Karma (عين كرمة) est une ville du Maroc. Elle est située dans la préfecture de Meknès de la région de Fès-Meknès.